# Întemeietorii
Întemeietorii (1975) (titlu original Buy Jupiter and Other Stories) este o culegere de povestiri a scriitorului american Isaac Asimov.

## Conținut
- „Sala de biliard darwiniană” (Darwinian Pool Room)
- „Ziua vânătorilor” (Day of the Hunters)
- „Ban C. Uls-Lab” (Shah Guido G.)
- „Button, Button” (Button, Button)
- „Degetul maimuței” (The Monkey's Finger)
- „Everest” (Everest)
- „Pauza” (The Pause)
- „Să nu” (Let's Not)
- „Fiecare este un explorator” (Each an Explorer)
- „Nimic!” (Blank!)
- „Ce-i pasă unei albine?” (Does a Bee Care?)
- „Smintiții” (Silly Asses)
- „La bună vedere, Jupiter!” (Buy Jupiter)
- „O statuie pentru tata” (A Statue for Father)
- „Pleacă, pleacă, ploaie rea!” (Rain, Rain, Go Away)
- „Întemeietorii” (Founding Father)
- „Exil pe Iad” (Exile to Hell)
- „Elementul-cheie” (Key Item)
- „Studiul cuvenit” (The Proper Study)
- „2430 A.D.” (2430 A.D.)
- „Bunul cel mai de preț” (The Greatest Asset)
- „Bățul de chibrit” (Take a Match)
- „Tiotimolina către stele” (Thiotimoline to the Stars)
- „Poezie imaterială” (Light Verse)

## Intriga

### Sala de biliard darwiniană
Povestirea a apărut pentru prima dată în numărul din noiembrie 1950 al revistei Galaxy Science Fiction, la baza ei stând o discuție din timpul mesei de prânz între autor și colegii săi de la Universitatea din Boston.
Un grup de oameni de știință discută în timpul mesei de prânz despre evoluția și extincția vieții de pe Pământ, inclusiv cea a dinozaurilor. Unul dintre ei trage concluzia că civilizația se apropie de sfârșit și că nimeni nu poate spune ce sau cine va urma, sau dacă asta este parte a vreunui scop divin. În plus, acesta sugerează cu tărie că, odată cu crearea atât a roboților, cât și a armelor nucleare, umanitatea și-a creat propriul sfârșit cât și pe succesorii săi.

### Ziua vânătorilor
În scrierea acestui text, autorul a fost influențat de teama constantă din acele vremuri în ceea ce privește un război nuclear între Uniunea Sovietică și SUA, care ar fi dus la o extincție în masă. Povestirea are la bază un text scris anterior de Asimov și nepublicat, "Big Game", și a apărut în numărul din noiembrie 1950 al revistei Future Combined with Science Fiction Stories
Un grup de tehnicieni întâlnesc într-un bar un presupus bețiv, care se dovedește a fi un fost profesor universitar care nu doar că a construit o mașină a timpului, dar a și călătorit cu ea în Mesozoic pentru a vedea ce a dus la extincția în masă a dinozaurilor din Cretacic și Terțiar. La data sosirii sale, toate reptilele mari fuseseră deja ucise de mici dinozauri inteligenți dotați cu arme, care au continuat să-și măcelărească semenii până la ultimul.
Romanul Evolution publicat de Stephen Baxter în 2002 conține o versiune mai sofisticată a aceleiași idei cu dinozauri-vânători inteligenți.

### Ban C. Uls-Lab
Asimov recunoaște că și-a dorit ca această povestire să fie una amuzantă, dar acest lucru nu i-a prea ieșit, lucru exprimat și în titlu. Insula plutitoare din text seamănă cu Laputa din Călătoriile lui Gulliver de Jonathan Swift, al cărei rege corupt - la fel cu Secretarul General ereditar al lui Asimov - își folosește insula plutitoare ca element de putere pentru conducerea pământului de dedesubt. Povestirea a fost publicată în numărul din noiembrie 1951 al revistei Marvel.
Ban C. Uls-Lab este pseudonimul lui Guido Garshthavastra, Secretarul General al Națiunilor Unite, un tiran care conduce Pământul de pe insula lui plutitoare. Philo Plat, un aristocrat care conspiră să îl detroneze pe Ban C. Uls-Lab, află că undele anti-gravitaționale ale insulei plutitoare se apropie de punctul critic și îl convinge pe Secretarul General să înăbușe o presupusă revoltă a tehnicienilor. Așa cum se aștepta Plat, greutatea suplimentară a forțelor de oprimare este suficientă pentru a supraîncărca generatoarele de putere ale insulei, care se prăbușește pe pământ, eliberând poporul de tiranie.

### Button, Button
Povestirea a apărut pentru prima dată în numărul din ianuarie 1953 al revistei Startling Stories.
Un profesor excentric descoperă o metodă de a folosi puterile creierului pentru a obține efecte fizice. Când acest lucru începe să fie folosit pentru a produce arme, el este dezgustat și se întoarce la dragostea sa adevărată, creând un fluier la care se poate cânta folosind doar puterile mentale. Pentru a aduna banii necesari proiectului, el folosește o altă invenție a sa, o mașină temporală, pentru a călători în timp și aduce un document semnat de unul dintre semnatarii originali ai Declarației de independență, Button Gwinnett - un obiect rar și potențial valoros pentru guvern. Din păcate, planul lui eșuează, deoarece documentul - luat din timpul său și transportat câteva sute de ani în viitor - arată prea nou pentru a fi considerat autentic.

### Degetul maimuței
Povestirea are la bază o neînțelegere între Asimov și editorul H. L. Gold în ceea ce privește povestirea "C-Chute" și a fost publicată în numărul din februarie 1953 al revistei Startling Stories. Titlul face referire la povestirea "The Monkey's Paw" a lui W. W. Jacobs.
Scriitorul de fantasy Marmaduke Tallinn și editorul său, Lemuel Hoskins, sunt prinși într-o dispută încinsă legată de povestirea la care lucrează primul. Pentru a-și susține ideile, Tallinn îi face cunoștință lui Hoskins cu un profesor universitar care a făcut un experiment cu o maimuță, învățând-o să scrie povestiri pe baza unui anumit stil. Hoskins testează teoria recitând versuri din poemul lui G. K. Chesterton Lepanto, iar maimuța este în stare să scrie alte două versuri care, dincolo de erorile gramaticale, se aseamănă cu cele din poemul original. Primind povestirea lui Tallinn, maimuța o încheie în același mod în care dorea să o facă și scriitorul, lucru pe care acesta din urmă îl consideră o dovadă clară a faptului că el avea dreptate în cadrul disputei. Editorul se recunoaște învins și acceptă povestirea și abia atunci Tallinn își dă seama că maimuța o încheiase în modul propus de editor, nu de el.

### Everest
Asimov a scris povestirea pe 7 aprilie 1953, pe când era în Chicago, Illinois, vizitând birourile editoriale de la Universe. Povestirea a apărut în numărul din decembrie 1953 al revistei Universe Science Fiction.
Cățărătorul James Abram Robbons este primul om care atinge vârful Everest după ce a fost dus cu un aeroplan. Când este luat înapoi după două săptămâni, el raportează că vârful este locația unei tabere marțiene și că yeti sunt, de fapt, marțieni.

### Pauza
Povestirea a apărut pentru prima dată în antologia lui August Derleth Time to Come, publicată în 1954.
Alexander Johannison, un fizician preocupat de fizica nucleară, este intrigat când contorul lui Geiger nu mai detectează radioactivitatea. După o vreme, își dă seama că el este singurul care mai cunoaște conceptul de radioactivitate, lucru pe care îl pune pe seama unui dușman care a șters informația din creierele americanilor și se pregătește să invadeze țara. Ipoteza sa se dovedește parțial adevărată: informațiile despre radioactivitate au fost într-adevăr șterse din mintea oamenilor pentru o perioadă de cinci zile de către niște ființe 'din afara universului', dar doar pentru a preîntâmpina un holocaust nuclear. După această Pauză, omenirea va trebui să se educe din nou în vederea unei folosiri pașnice a energiei nucleare.

### Să nu
Povestirea a fost scrisă ca o favoare datorată revistei Boston University Graduate Journal, fiind publicată acolo în luna decembrie a anului 1954.
Doi savanți care s-au refugiat sub suprafața planetei Marte alături de alte câteva sute de oameni, povestesc despre cum arăta Pământul înainte de a fi distrus de un război nuclear, sperând ca, în timp, să îl poată repopula. 

### Fiecare este un explorator
Povestirea a fost scrisă în luna iunie a anului 1956 și a apărut în numărul 30 din Future Science Fiction.
Chouns și Smith sunt însărcinați să exploreze planete noi, care se pot dovedi locuibile. Forțați de o defecțiune să aterizeze pe o planetă asemănătoare Pământului, ei descoperă o civilizație agricolă, care deține aparate necesare zborului în hiperspațiu, aduse de pe planeta vecină, locuită de ființe acvatice. După plecare, oamenii își dau seama că fuseseră manipulați telepatic de plantele de pe prima planetă, pentru a duce polenul pe cea de-a doua, ceea ce se poate dovedi fatal pentru omenire. Ei revin pe Pământ pentru a avertiza asupra acestui pericol mortal, fără a-și da seama că, astfel, duc acolo sporii plantelor dușmane. 

### Nimic!
Editorul revistei Infinity Science Fiction, Larry Shaw, i-a însărcinat pe Asimov, Harlan Ellison și Randall Garrett să scrie o povestire cu acest titlul pe care el îl considera cel mai puțin probabil să ofere inspirație. Asimov și-a redactat titlul povestirii "Blank!", Garrett "Blank?", iar Ellison "Blank", toate textele fiind publicate în numărul din iunie 1957 al revistei.
Un om de știință experimentează călătoria temporală, alături de un coleg sceptic. Cei doi se trezesc blocați în non-timp, între două particule temporale. În timp ce își pierd cunoștința, ei își dau seama că 'acolo unde până și veșnicia era lipsită de înțeles, avea să existe doar... nimic!'

### Ce-i pasă unei albine?
Povestirea a apărut în iunie 1957 în If: Worlds of Science Fiction, iar în numărul 4 / 1976 al seriei SF Starstream: Adventures in Science Fiction a apărut o bandă desenată realizată de Gold Key Comics după ea.
Un ovul este pus la păstrare pe Pământ în timpuri imemoriale de către o rasă extraterestră și din el ia naștere o ființă cu formă umană. Creatura trăiește alături de oameni de-a lungul secolelor, influențând câteva descoperiri majore și ajutând la descoperirea călătoriei spațiale. El călătorește clandestin cu prima navă care se îndreaptă spre Lună, de unde pleacă spre planeta natală. Autorul face o analogie între personajul extraterestru, numit Kane, și o albină care vizitează la întâmplare florile, polenizându-le, fără a fi pe deplin conștientă de ceea ce face.

### Smintiții
Povestirea, influențată de testele nucleare rivale ale Uniunii Sovietice și Statelor Unite, a apărut în numărul din februarie 1958 al revistei Future Science Fiction, după ce fusese respinsă de alte două publicații. Ea a mai foat inclusă și în culegerea de povestiri Have You Seen These? din 1974.
Odată cu descoperirea energiei atomice, cei care fac înregistrările la nivel galactic consideră că omenirea a atins maturitatea. Dar, când aceștia află că oamenii nu au ajuns încă în spațiu și că își testează armamentul nuclear pe suprafața planetei, îi șterg din înregistrările lor, catalogându-i drept 'smintiți'.
Povestirea a mai fost publicată ca „Ce-și face omul cu mâna lui” (traducere Ion Mirea Șerbănescu) în Almanah Anticipația 1985 din 1984.

### La bună vedere, Jupiter!
Povestirea, al cărei titlu original era "It Pays'", a fost publicată în numărul din mai 1958 al revistei Venture Science Fiction Magazine
Oficialii guvernamentali ai Federației Terestre negociază vânzarea dreptului de folosire a atmosferei planetei Jupiter către o rasă extraterestră bazată pe energie. În cele din urmă, se dovedește că aceasta dorea să facă târgul pentru a folosi atmosfera în scopul plasării unor reclame vizibile de către navele aflate în trecere.

### O statuie pentru tata
Povestirea a apărut pentru prima dată în numărul din februarie 1959 al revistei Satellite Science Fiction.
Un fizician și fiul său lucrează la teoria călătoriei temporale, cu scopul de a căuta obiecte în trecut. În mod accidental, ei descoperă un cuib cu ouă de dinozaur, care eclozează. Puii cresc și, când unul dintre ei se electrocutează, cei doi oameni nu se pot abține să nu guste din carnea sa, care se dovedește delicioasă. Ei hotărăsc să crească dinozauri pentru carne, dând naștere unui lanț de restaurante care servesc "dinopui". Titlul reprezintă o ironie, deoarece fizicianul va fi ținut minte nu pentru realizarea sa științifică, ci pentru descoperirea culinară.

### Pleacă, pleacă, ploaie rea!
Povestirea are la bază o idee a lui Bob Mills, editorul revistei The Magazine of Fantasy and Science Fiction, care a respins-o după ce a citit-o. Astfel, ea a apărut în numărul din septembrie 1959 al revistei Fantastic Universe.
Familiile Zakkaro și Wright devin vecine, prima dintre ele străduindu-se din greu să evite orice contact cu apa, ascunzându-se în casă la primul semn de ploaie. Intrigată, familia Wright își invită vecinii la carnavalul din oraș, sperând să descopere cheia misterului. La întoarcerea spre casă, cele două familii sunt prinse de o aversă, iar membrii familiei Zakkaro se topesc, fiind făcuți din zahăr.

### Întemeietorii
Editorul revistei Galaxy Science Fiction, scriitorul Frederik Pohl, i-a trimis lui Asimov un desen al copertei pe care intenționa să o publice, cerându-i să scrie un text pe baza lui. Coperta prezenta un chip în interiorul unei căști de cosmonaut și câteva cruci în planul secund, iar povestirea scrisă de Asimov a apărut în numărul din august 1965 al revistei.
O navă cu echipaj uman însărcinată cu pregătirea planetelor pentru colonizare, chiar prin terraformare, se prăbușește pe o planetă extraterestră al cărei sol bogat în amoniac face atmosfera irespirabilă pentru oameni. Incapabil să decoleze, echipajul încearcă să facă mediul potrivit pentru viitorii coloniști umani, dar mor pe rând din cauza otrăvirii cu amoniac. Odată cu moartea ultimului om, carnea echipajului îngropat reacționează în contact cu solul, furnizând catalizatorul care modifică mediul și îl face potrivit pentru oameni.

### Exil pe Iad
Serializarea romanului Călătorie fantastică în The Saturday Evening Post (1966) l-a ambiționat pe Asimov să publice o povestire originală acolo înainte ca publicația să își înceteze apariția. În iunie 1967 a scris povestirea de față, care a fost respinsă de publicație la fel cum făcuse și cu douăzeci de ani în urmă. El a trimis-o atunci revistei Analog, unde aceasta a apărut în numărul din mai 1960, cu prezentare făcută de John W. Campbell care dezvăluia poanta finală a povestirii, după cum relatează Asimov în culegerea de față.
Un om pe nume Jenkins este judecat pentru că a deteriorat un calculator, lucru care ar fi putut afecta societate subterană complet computerizată în care trăiește. Procesul, condus de ccalculatoare, îl găsește vinovat și îl condamnă la exil pe viață. Doar către sfârșitul povestirii se dezvăluie faptul că societatea este construită sub suprafața Lunii, cu un mediu controlat complet de calculatoare, iar locul exilului îl constituie suprafața Pământului.

### Elementul-cheie
Povestirea, care face parte din seria de povestiri referitoare la supercalculatorul Multivac, trebuia inițial să apară în periodicul Computers and Automation în 1959, dar nu a fost folosită. Ea a fost publicată ulterior în numărul din iulie 1968 al revistei Fantasy and Science Fiction.
Multivac refuză să lucreze și echipele de savanți nu pot găsi problema. Jack Weaver nu-și dă seama că Multivac are sentimente și crede că refuzul său de a răspunde la întrebări este rezultatul unei defecțiuni. Savantul Nemerson își dă seama că instrucțiunilor date calculatorului îi lipsesc un element cheie: solicitanții trebuie să fie politicoși cu Multivac. Când instrucțiunilor li se adaugă expresia "Te rog", calculatorul își reia lucrul.

### Studiul cuvenit
Inspirată de o pictură a unui cap înconjurat de imagini psihedelice, povestirea a fost comandată de revita Boy's Life și a apărut în numărul din septembrie 1968. Titlul este preluat dintr-un citat din Alexander Pope: "Studiul cuvenit al omenirii îl reprezintă omul".
Într-un viitor în care Statele Unite se află sub o dictatură militară, profesorul Oscar Harding experimentează o tehnică pe care o numește neurofotoscopie, prin intermediul căreia undele cerebrale pot fi observate sub forma unor efecte colorate care apar în aer în jurul subiectului, putând fi examinate și analizate. Pentru a scoate proiectul său de sub controlul militar, Harding invită generalul care conduce statul să observe experimentele. Așa cum era de așteptat, acesta este afectat de efectele observate și, într-un moment de slăbiciune mentală, este de acord cu renunțarea la proiect. Înainte ca efectele să dispară în întregime, Harding aranjează ca detaliile proiectului să fie trimise emisiunilor de știri din întreaga lume, dând astfel posibilitatea ca alți cercetători să înceapă 'studiul cuvenit al omenirii'.

### 2430 A.D.
La începutul anului 1970, revista celor de la IBM, Think, i-a cerut lui Asimov să scrie o povestire bazată pe un citat din scriitorul și comentatorul social J. B. Priestley:
Între miezul nopții și zori, când somnul mă ocolește și rănile vechi încep să mă doară, încerc adesea viziunea de coșmar a unei lumi viitoare locuite de miliarde de oameni, toți clasificați și numerotați, fără cea mai măruntă sclipire de geniu, fără o singură gândire originală, fără o personalitate complexă, pe tot globul acela ticsit.
Considerând că Think dorea o povestire care să ilustreze citatul din Priestley, Asimov a imaginat povestirea de față, anul 2430 fiind ales pe baza calculelor făcute de el - păstrând rata de atunci a creșterii populației, cu o dublare la fiecare 35 de ani, a rezultat că în anul 2430 biomasa animală a lumii va fi formată în întregime din ființe umane. Povestirea, scrisă pe 26 aprilie 1970, a fost respinsă deoarece Think dorea o povestire care să contrazică citatul ("Ei bine, de ce nu-mi spusese dinainte? a comentat Asimov în culegerea de povestiri). După ce a scris o a doua povestire care să respingă citatul, Think i-a publicat totuși prima povestire în numărul din octombrie 1970, în timp ce a doua avea să apară în revista Analog cu titlul Bunul cel mai de preț.
Pământul a realizat o societate subterană perfect echilibrată și stabilă din punct de vedere ecologic (similară celei portretizate în romanul Cavernele de oțel). Cu toate acestea, un om pe nume Cranwitz - privit ca un excentric cu caracter deviantă - refuză să renunțe la animalele sale de casă, ultimii locuitori non-umani ai planetei. În cele din urmă, reprezentanții sectorului său îl conving să le extermine, dar după comiterea faptei el se sinucide. Gestul său lasă Pământul într-o stare de 'perfecțiune', cu cei cincisprezece trilioane de locuitori ai săi, douăzeci de miliarde de tone de creier uman și 'minunata nimicnicie a uniformității'.

### Bunul cel mai de preț
A doua povestire care avea la bază citatul din Priestley a fost scrisă de Asimov pe 8 iulie 1970, după ce se despărțise de prima sa soție și se mutase din casa sa situată în West Newton, Massachusetts într-un apartament din Cromwell Hotel, New York City. Revista Think a respins povestirea pe 22 iulie, revenind la prima povestire scrisă de el și refuzată inițial, ceea ce l-a determinat pe Asimov să îi ducă povestirea lui Campbell. Acesta a acceptat-o și a publicat-o în numărul din ianuarie 1972 al revistei Analog.
Acțiunea se petrece pe un Pământ viitor care a realizat un sistem ecologic perfect echilibrat, controla cu ajutorul calculatoarelor de către secretarul general al Ecologiei, Ino Adrastus. Acesta primește vizita scriitorului de știință Jan Marley, căruia i se confesează că nu este decât un funcționar însărcinat să semneze directivele date de calculatoare. Marley asistă la o întâlnire dintre Adrastus și Lou Tansonia, un cercetător de pe colonia lunară, a cărui cerere de a pune bazele unei ecologii experimentale fusese respinsă de calculatoare. Ascultând argumentele lui Tansonia, Adrastus îi aprobă totuși cererea, în ciuda recomandărilor calculatoarelor, explicându-i apoi lui Marley că "o ecologie echilibrată reprezintă nevoia cea mai de preț a omenirii", în timp ce "bunul cel mai de preț al omenirii este o minte alertă . . . ceea ce este mult mai important decât simplul fapt de a trăi".

### Bățul de chibrit
Povestirea a apărut pentru prima dată în antologia lui Robert Silverberg New Dimensions II (1972).
O navă spațială a naufragiat între stele, la distanță de gazele interstelare necesare ca și combustibil (probabil o tehnologie similară unui statoreactor Bussard). Deși este înconjurată de nori care conțin combustibilul necesar, acesta este combinat cu mari cantități de impurități care nu pot fi filtrate. Persoana responsabilă cu energia navei nu dorește să încerce metode alternative de colectare a combustibilului pentru ca un eventual eșec să nu-i știrbească reputația, dar un profesor aflat printre pasageri îl convinge în cele din urmă să folosească tehnologia 'primitivă' a combustiei chimice.

### Tiotimolina către stele
Povestirea, apărută în 1973, este un articol 'științific' din seria celor care descriu proprietățile unui compus chimic inventat de Asimov, tiotimolina. Primul articol pe această temă apare și în culegerea de povestiri Perioada Campbell.

### Poezie imaterială
Asimov a scris povestirea într-o singură sesiune de lucru și a trebuit să facă modificări nesemnificative cu ocazia revizuirii ei, publicând-o în numărul din septembrie-octombrie 1973 al revistei The Saturday Evening Post. În afara culegerii de față, povestirea a mai fost antologată în The Complete Robot (1982) și Robot Dreams (1986).
După moartea soțului ei, dna Lardner primește o pensie generoasă pe care o investește cu înțelepciune, devenind foarte bogată. Cu ajutorul ei, cumpără artefacte valoroase din diferite țări pe care refuză să le vândă ulterior. Ele sunt păzite de roboții ei depășiți, cărora nu se îndură să îi ajusteze deoarece consideră că ar fi o cruzime să îi lase pe mâna lucrătorilor din fabrică. Participând la o petrecere în care dna Lardner își expune sculpturile de lumină pe care le posedă, roboticianul John Travis îl ajustează pe unul dintre roboți, lucru care o înfurie la culme pe gazdă. Se dovedește astfel că Max era creatorul sculpturilor de lumină, proces făcut posibil tocmai de problemele de ajustare pe care Travis le-a reparat. Drept răzbunare, ea îl ucide pe Travis, iar acesta nu se opune, disperat că a distrus tocmai lucrul despre care dorea să afle mai mult.
Există anumite similarități între această povestire cu roboți și alte creații ale lui Asimov:
- ideea robotului creator se repetă în Omul pozitronic;
- Gladia Delmare creează o sculptură de lumină în Soarele gol.

## Traduceri în limba română
- 1998 - Întemeietorii, Ed. Teora, Colecția SF nr. 28, traducere Mihai-Dan Pavelescu, ISBN 973-601-717-6
- 1999 - Întemeietorii, Ed. Teora, Colecția SF nr. 28, traducere Mihai-Dan Pavelescu, 215 pag., ISBN 973-601-717-6